# Slava (cuirassé)
Pour les articles homonymes, voir Slava (homonymie).
Le Slava (en russe : Слава, littéralement « gloire ») est un cuirassé pré-Dreadnought construit pour la Marine impériale de Russie. Il fut le dernier cuirassé de la classe Borodino construit. Mis en service en juin 1905, il ne prit aucune part à la bataille de Tsushima les 27 mai et 28 mai 1905. Trois de ses sister-ships furent coulés lors de la bataille, un autre fut capturé par les Japonais. Après le séisme qui secoua Messine, les marins du Slava furent impliqués dans le sauvetage de la population. Ce cuirassé prit également part à la Première Guerre mondiale, il fut engagé dans des combats contre la Marine impériale allemande.

## Service

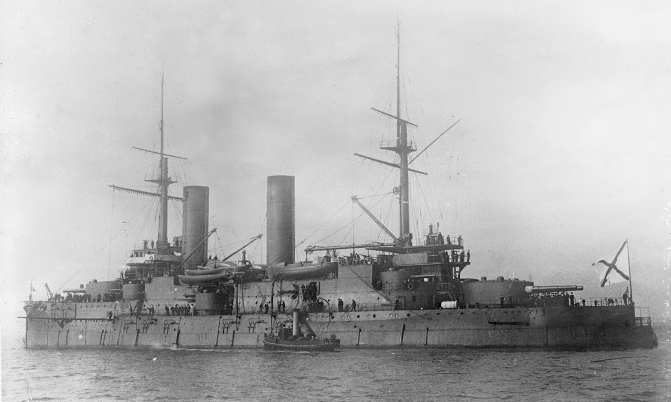
Slava

Comme les navires de sa classe, le Slava souffrit d'un centre de gravité trop haut et de surcharge. Les cuirassés de la classe Borodino furent les derniers bâtiments de guerre de ce type, et un nouveau modèle de cuirassés vit le jour, dont le HMS Dreadnought fut le nouveau prototype. Il fut considéré comme la base de tous les cuirassés du XXe siècle.
Le 1er août 1906, le Slava prit part à la répression contre le soulèvement des marins dans la forteresse de Sveaborg.
En 1906, il fit escale dans les ports de Bizerte, Tunis, Toulon et d'autres ports de la Méditerranée, accompagné du Tsarevitch et du croiseur Bogatyr.
Après le terrible séisme de la ville sicilienne de Messine (20 décembre 1908), l'équipage du Slava participa aux travaux de déblaiement des décombres et à l'organisation des soins dans les hôpitaux, sous le commandement du capitaine de 1er rang A. A. Bajenov.
Entre 1910 et 1911, il fut mis en cale sèche à Toulon, afin de procéder à une importante révision et au changement des chaudières. Par la suite, Boris Dolivo-Dobrovolski y a servi.

### Première Guerre mondiale
Le Slava fut affecté dans la flotte de la Baltique. Au cours de la Première Guerre mondiale, il prit part à la défense de Riga, du 8 août au 19 août 1915, placé sous le commandement du capitaine de 1er rang Sergueï Viazemsky.
Le 8 août 1915, la flotte allemande, composée de sept cuirassés, six croiseurs, vingt-quatre destroyers et quatorze dragueurs de mines tenta de pénétrer dans le golfe de Riga par le détroit d'Irb. Les bâtiments de guerre allemands engagèrent le combat contre le Slava, contre des canonnières, le mouilleur de mines Amyr, seize destroyers et les sous-marins russes. À 4 heures du matin, le dragueur allemand pénétra dans le champ de mines. Immédiatement, les canonnières et les destroyers ouvrirent le feu sur le navire ennemi. À 10 heures 30, le Slava entra dans la bataille, et un duel d'artillerie débuta avec les deux cuirassés allemands SMS Elsaß et SMS Braunschweig. Ayant perdu les dragueurs T-52 et T-58, les Allemands renoncèrent à pénétrer dans le golfe. Le mouilleur de mines Amyr déposa ensuite de nouvelles mines dans le détroit entre le 10 août et le 15 août 1915.
Le 16 août 1915, la flotte allemande tenta à nouveau de pénétrer dans le détroit d'Irbe. Au cours de la journée, les Allemands réussirent à pénétrer dans le détroit, mais ils déplorèrent la perte du dragueur de mines T-46. Dans la nuit du 17 août, les destroyers V-99 et V-100 pénétrèrent dans le golfe de Riga et le Slava entra dans la bataille aussitôt en ouvrant le feu sur les cuirassés allemands SMS Nassau et SMS Posen. Trois obus endommagèrent le navire qui resta cependant opérationnel. Les bâtiments de guerre allemands se retirèrent dans le détroit de Muhu à la suite de l'arrivée d'un sous-marin britannique, le HMS E1, qui torpilla le croiseur de bataille Moltke. Le 19 août, le destroyer allemand S-31 fut coulé par une mine et le sous-marin britannique endommagea le croiseur allemand Moltke. Après ces pertes, les Allemands quittèrent le détroit.
En automne 1915, le Slava soutint à maintes reprises les forces armées russes de son artillerie, sous le commandement du capitaine de premier rang V. V. Kovalevsky, puis le cuirassé participa au débarquement des troupes russes au cap Domesnes, le 12 octobre 1915.

### Bataille du détroit de Muhu
Le 17 octobre 1917, dans le détroit de Muhu, peu après midi, le cuirassé SMS König ouvrit le feu sur le Slava ; gravement endommagé, le cuirassé commença à faire eau. Le détroit étant relativement étroit, le bâtiment de guerre russe ne put s'échapper. Le Slava s'échoua entre l'île de Muhu et le continent. Le capitaine 1er rang. V.G Antonov ordonna son sabordage.

## Commandants duSlava

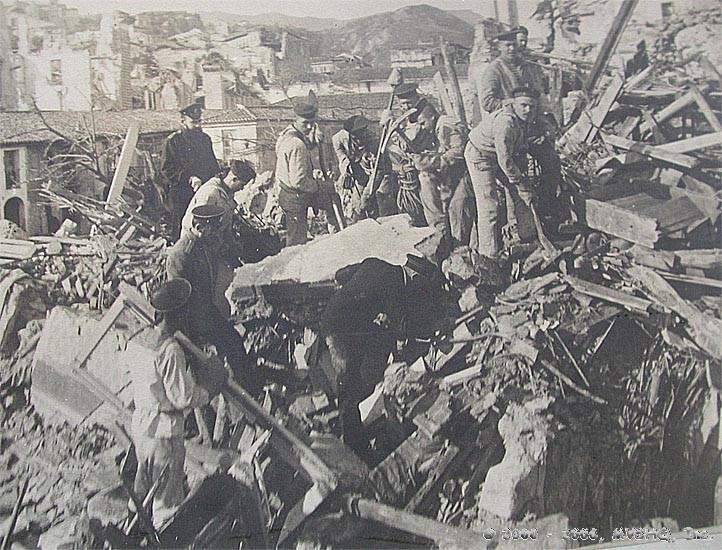
Marins du Slava dans les ruines de Messine, fin 1908

- A.A Bajenov
- Sergueï Viazemsky
- V. V. Kovalevsky
- V.G Antonov